# Stephen Alfred Forbes

Stephen Alfred Forbes

Stephen Alfred Forbes (* 29. Mai 1844 in Silver Creek, Illinois; † 13. März 1930 in Urbana, Illinois) war ein US-amerikanischer Biologe und gilt als einer der Begründer der Limnologie.

## Leben und wissenschaftliche Arbeiten
Als fünftes von sechs Kindern wuchs Stephen in einer Familie auf, die viel Wert auf eine gute Ausbildung, Vaterlandsliebe und Loyalität legte. Zu Beginn des amerikanischen Bürgerkrieges trat er im Alter von 17 Jahren in die Armee ein. Nach zahlreichen Schlachten und Kriegsgefangenschaft kehrte er ins zivile Leben zurück.
Das Zivilleben nach dem Bürgerkrieg gestaltete sich anfangs schwierig. Er studierte zunächst Medizin, half in der Landwirtschaft mit und unterrichtete in einer allgemeinen Schule. Allerdings war er mit diesen Leben unzufrieden. Seine wirkliche Leidenschaft galt der Naturgeschichte. Die Publikation seines ersten Artikels im Jahre 1870, der Darstellung von Pflanzen in Süd-Illinois, ermöglichte ihm den Zugang zur Gemeinschaft der Botaniker und der Entomologen. Schrittweise nahm er Kontakte zu den Bildungszentren in Nordamerika und in Europa auf.
Obwohl Forbes Autodidakt war, beeindruckte er mit seinem Fachwissen die Professoren an der Illinois State University in Normal, so dass er dort 1872 im Alter von 28 Jahren zum Kurator des naturgeschichtlichen Museums ernannt wurde. Neben seiner Tätigkeit als Kurator übernahm er zwei weitere Projekte: Das erste kam aus der Fischereiindustrie und das zweite aus der Landwirtschaft. Beide Projekte erforderten intensive Feldforschungen. Sein Modus Operandi war, sich das praktische Wissen der Fischer und der Landwirte anzueignen und für seine eigenen Forschungen zu nutzen. Nach einigen Jahren, wurde das naturgeschichtliche Museum auf seinem Vorschlag hin in ein biologisches Labor umgewandelt. 1882 wurde er in die staatliche Überwachungsbehörde für Entomologie einberufen.
1884 wechselte Forbes zur University of Illinois und wurde zum Professor für Zoologie und Entomologie. Wenige Jahre später wurde er zum Dean (Dekan) der Hochschule der Naturwissenschaften ernannt.
Nach mehr als einer Dekade intensiver Forschung der Ökosysteme von Seen schrieb Forbes 1887 einen Artikel mit dem Titel The Lake as a Microcosm (deutsch: „Der See als Mikrokosmos“). Hier beschreibt er den See als eine kleine Welt in sich, welche in einem dynamischen Gleichgewicht mit den in ihm lebenden Organismen steht. Forbes bezog in seinen Überlegungen den Menschen mit ein, indem er die Auswirkung studierte, die der Faktor Mensch auf das dynamische Gleichgewicht im See hat.
Forbes Untersuchungen waren auffallend verschiedenartig und zahlreich: In seiner 60 Jahre währenden Karriere veröffentlichte er mehr als 400 wissenschaftliche Artikel zur Entomologie, Vogelkunde, Süßwasserbiologie und zur Handhabung natürlicher Ressourcen. Obgleich die ökonomischen und landwirtschaftlichen Interessen der Entomologie zu einer großen Anzahl von fähigen Wissenschaftlern verhalfen, stand Forbes als Verfechter der Ökologie praktisch allein da. Seine ökologischen Untersuchungen schlossen auch Themen der modernen Ökologie ein, wie Vermehrung, Konkurrenz, Exklusion, Koexistenz und Populationsdynamik.
Forbes führte am Ende seiner Karriere zahlreiche Titel und Ehrentitel: Er war Präsident der American Association of Economic Entomologists, der Entomological Society of America und der Ecological Society of America. 1918 wurde er in die National Academy of Sciences und 1919 in die American Philosophical Society aufgenommen.